# Szadrinka (rejon słobodo-turiński)
Szadrinka (ros. Шадринка) – wieś (dieriewnia) w Rosji, w obwodzie swierdłowskim, w rejonie słobodo-turińskim. W 2021 liczyła 51 mieszkańców.